# Fitzcarraldo
Fitzcarraldo ist ein Film des Regisseurs Werner Herzog und war dessen vierte Zusammenarbeit mit Klaus Kinski, der einen Exzentriker spielt: Er will im Dschungel ein Opernhaus bauen und versucht dafür scheinbar Unmögliches. Der Film startete am 4. März 1982 in den bundesdeutschen Kinos.

## Inhalt
Der an die historische Person des Carlos Fermín Fitzcarrald angelehnte exzentrische Abenteurer und Opernliebhaber Brian Sweeney Fitzgerald – von den spanischsprechenden Peruanern Fitzcarraldo genannt – ist besessen davon, in Iquitos im peruanischen Dschungel ein Opernhaus nach dem Vorbild des Teatro Amazonas in Manaus zu errichten und den Sänger Enrico Caruso zu engagieren. Um den Bau finanzieren zu können, kauft er mit dem Geld seiner Geliebten Molly – einer erfolgreichen Bordellbesitzerin – ein Erschließungsrecht für Kautschuk-Gewinnung in einem auf dem Flussweg unerreichbaren Urwaldabschnitt sowie einen alten Flussdampfer, mit dem er den Kautschuk transportieren will.
Da der Fluss zwischen den gewinnversprechenden Kautschuk-Feldern und dem Amazonas durch Stromschnellen unpassierbar ist, kommt Fitzgerald auf die Idee, über den benachbarten Fluss eine Stelle anzusteuern, an der nur ein kleiner, bewaldeter Bergrücken die Flüsse trennt. Hier will er das Schiff über den Berg ziehen, um es auf dem anderen Fluss oberhalb der Stromschnellen als Transportschiff zu benutzen. Dabei helfen ihm unerwartet als feindselig gefürchtete peruanische Ureinwohner, die in dem Schiff ein Gefährt aus göttlicher Verheißung zu erkennen glauben.
In der Nacht nach der Erfolgsfeier der geglückten Bergrücken-Überquerung lösen die Indianer die Ufer-Vertäuung des Schiffs, unbemerkt von der an Bord schlafenden Restmannschaft, um es der von den Eingeborenen angenommenen Bestimmung zuzuführen, nämlich ihnen die Fahrt in ihre göttlich verheißene Zukunft zu ermöglichen und sie dabei vor bösen Naturdämonen zu beschützen. Das manövrierunfähige Schiff treibt durch die Stromschnellen und wird dabei leicht beschädigt, wozu vom Grammofon das Sextett aus der Oper Lucia di Lammermoor von Gaetano Donizetti („Wer vermag, den Zorn zu hemmen“) erklingt. Aufgrund der Unmöglichkeit einer Rückkehr hat das Schiff seine kommerzielle Bestimmung verwirkt.
Fitzgerald verkauft das Schiff notgedrungen dem früheren Eigentümer und nutzt den Erlös für die Verwirklichung seines Traums auf anderem Wege: Er macht das Schiffsdeck zu seinem „Opernhaus“ im Urwald für eine einzige Aufführung; Fitzgerald genießt dies als eine Traumverwirklichung vor dem Hintergrund seines Scheiterns im Großen. In der Schlussszene wird auf dem Schiff das berühmte vom Chor begleitete Duett „A te, o cara“ (An dich, oh Teure) aus der Oper I puritani von Vincenzo Bellini aufgeführt.

## Hintergrund

### Vor Beginn der Dreharbeiten
Im Februar 1979 erschienen Vertreter der 1978 von Werner Herzog und Walter Saxer gegründeten Filmgesellschaft Wildlife Films Peru in der Gemeinde von Wawaim, um über die geplanten Dreharbeiten vor Ort zu informieren. Das Volk der Aguaruna lehnte jede Kooperation ab und schickte einen Einspruch an die zuständigen Behörden. Im Juli kam es erneut zu Verhandlungen. Die Gemeindeversammlung lehnte weiterhin ab, erst im August konnte es zu einer vertraglichen Einigung kommen. Während Herzog im SPIEGEL erklärte, nach anfänglichen Problemen sei man „in vollem Einvernehmen“ mit der Bevölkerung, beschuldigten Vertreter der Aguaruna das Filmteam, die Unterzeichnung des Vertrages mit Gewalt erzwungen zu haben. Im Dezember 1979 wurde das Camp des Filmteams gestürmt. Der Drehort wurde daraufhin verlagert.
Die Kontroversen fanden ein breites internationales Medienecho und führten zu politischen Kampagnen gegen das Filmvorhaben. Die deutsche Regisseurin Nina Gladitz thematisierte die Ereignisse in ihrem Dokumentarfilm Land der Bitterkeit und des Stolzes von 1982.

### Dreharbeiten
Die Dreharbeiten in Peru verliefen unter teilweise äußerst schwierigen Umständen, die das Projekt in die Länge von insgesamt zwei Jahren zogen. Ursprünglich war Jack Nicholson für die Titelrolle vorgesehen, der auch sehr interessiert war, jedoch mit 5 Mio. US-Dollar eine für die Produktion viel zu hohe Gagenforderung stellte. Auch Warren Oates interessierte sich für die Rolle, erkrankte jedoch an Krebs und starb 1982 an dessen Folgen. Schließlich wurde Jason Robards für die Rolle des Fitzcarraldo verpflichtet, während Mick Jagger dessen Gehilfen und Mario Adorf den Kapitän spielen sollten. 40 Prozent des Films wurden mit diesen drei Schauspielern gedreht. Nachdem Robards die Dreharbeiten wegen einer Krankheit hatte abbrechen müssen, über die viel spekuliert wurde, überlegte Werner Herzog kurzzeitig, die Hauptrolle selbst zu spielen. Vorübergehend stand der völlige Abbruch des Films zur Diskussion, auch die Finanziers waren skeptisch. Mick Jagger, der zuvor in Begleitung von Jerry Hall die erste Fassung des Films in Peru gedreht hatte, wollte zunächst weitermachen, musste dann aber wegen einer anstehenden Welttournee der Band The Rolling Stones absagen. Adorf kehrte angesichts der Unterbrechung der Dreharbeiten nach Europa zurück. Nachdem er wochenlang nichts mehr von Herzog gehört hatte, hielt er das Projekt für erledigt und ließ sich von Rainer Werner Fassbinder für dessen Film Lola gewinnen. Schließlich wurde Klaus Kinski für die Hauptrolle engagiert, wobei die Erstellung eines detaillierten Vertrags erforderlich war. Auch das Drehbuch musste umgeschrieben werden, unter anderem wurde die für Jagger vorgesehene Rolle des Gehilfen entfernt. Die Rolle des Kapitäns übernahm anstelle von Adorf der Laiendarsteller Paul Hittscher, der sich als gebürtiger Hamburger mit einem Restaurant in Peru niedergelassen hatte und zuvor lange Seemann gewesen war.
Kinski verhielt sich teils kooperativ, teils schwierig; er stellte während der Dreharbeiten viele Forderungen, die er lautstark durchsetzen wollte. Auch private Umstände trugen zu Kinskis wechselnder Stimmung bei. Während der Dreharbeiten boten die Ureinwohner nach Angaben Herzogs an, Klaus Kinski zu töten, der bei den Dreharbeiten wiederholt seine gefürchteten Wutausbrüche hatte. Besonders ein heftiges Wortgefecht zwischen Kinski und dem Produzenten Walter Saxer wurde berühmt, nachdem es in Herzogs Dokumentation Mein liebster Feind gezeigt worden war. Andererseits ermunterte Kinski auch Herzog dazu, trotz der Schwierigkeiten der Dreharbeiten den Film zu vollenden, und gab wichtige Impulse. Das glückliche Ende der Arbeit an Fitzcarraldo wurde von allen Beteiligten mit großer Freude und Erleichterung begrüßt.

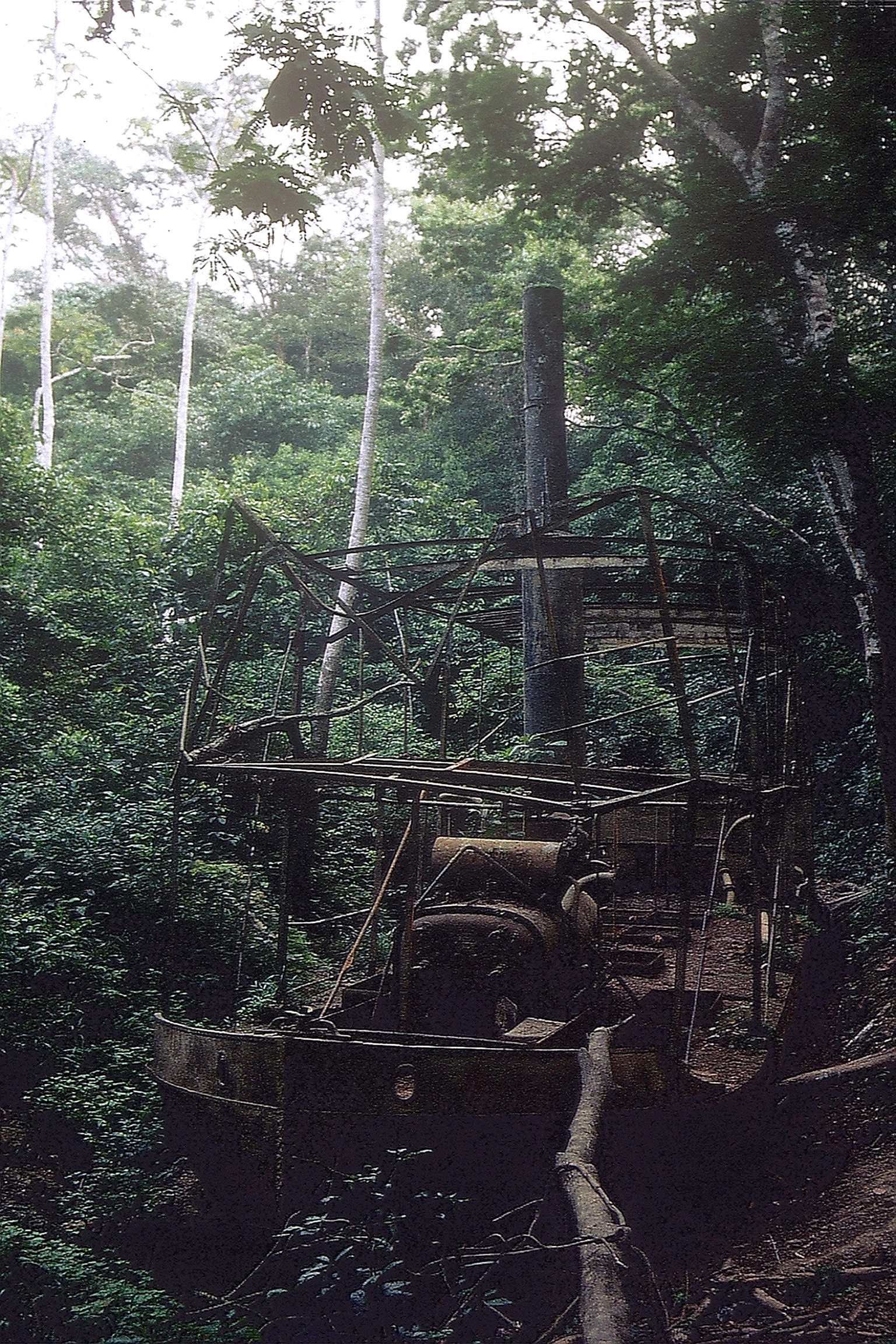
Das Fitzcarraldo-Schiff Molly Aida verrottet heute in der Region Madre de Dios

Die Dreharbeiten im Dschungel gestalteten sich als schwierig, zumal Herzog mitten im Urwald ohne Spezialeffekte, wenngleich mit Bulldozern, den Flussdampfer über den Berg ziehen ließ. Dabei schrieb Herzog in seinen 2004 veröffentlichten Tagebuchaufzeichnungen Eroberung des Nutzlosen, dass „meine Aufgabe und die der Figur identisch geworden sind“. Dazu kamen Finanzierungsprobleme; über die Verhandlungen mit der Chefetage von Twentieth Century Fox in Hollywood schreibt Herzog: „[Es] gilt hier als nicht diskutierte Selbstverständlichkeit, ein Modellschiff aus Plastik über einen Studiohügel zu ziehen, möglicherweise sogar in einem botanischen Garten, […] und ich sagte, die nicht diskutierbare Selbstverständlichkeit müsse ein wirklicher Dampfer über einen wirklichen Berg sein, aber nicht um des Realismus willen, sondern wegen der Stilisierung eines großen Opernereignisses.“ Mario Adorf hat später in Der Grenzgänger Herzog als menschenverachtenden und größenwahnsinnigen Regisseur dargestellt, der nicht nur hunderte von Urwaldbäumen fällen lässt, sondern auch planmäßig das Leben von Schauspielern und Indigenen riskiert. Umgekehrt sah Herzog bei den beiden ursprünglichen Darstellern Robards und Adorf „Starallüren“ und warf ihnen Feigheit und Dummheit vor.
Tatsächlich kam es zu mehreren Unglücken am Filmset. Die Hand des Kameramanns Thomas Mauch wurde aufgerissen, ohne dass medizinische Hilfe in der Nähe war. Bei den Szenen, in denen das Schiff durch die starken Strömungen schlitterte, mussten sechs Menschen auf dem Schiff anwesend sein, um es zu navigieren. Von den sechs Freiwilligen, zu denen auch Herzog gehörte, verletzten sich drei dabei. Nach Angaben von Herzog wurde ein peruanischer Arbeiter von einer hochgiftigen Schlange gebissen und schnitt sich daraufhin seinen eigenen Fuß mit der Motorsäge ab, damit sich das tödliche Gift nicht im Körper verteilte. Des Weiteren wurde einem Kameramann von einem Piranha ein Zeh abgebissen. Es kam am Rande der Dreharbeiten zu einem Flugzeugabsturz, bei dem sechs Personen beteiligt waren. Einige der Insassen wurden zwar schwer verletzt, haben jedoch überlebt. Weiterhin wurde das Filmset von einem Urwald-Volk auf Beutejagd attackiert, wobei weitere Menschen verletzt wurden. Die Beziehungen zwischen Herzog und den mit ihm zusammenarbeitenden Ureinwohnern wurden indes als weitgehend positiv geschildert. Andere Stimmen warfen dem Regisseur jedoch auch vor, dass er die am Film beteiligten Ureinwohner unter schlechten Bedingungen hausen ließ und ihnen nur einen geringen Lohn gab.
Werner Herzogs persönlicher Berater, der Anthropologe Cesar Vivanco, beschrieb in einem Interview, wie Herzog die Ureinwohner mit Waffen bezahlte, um den Film fertigzustellen.

### Bezüge zur Realität
Die Figur des Fitzcarraldo entstand in Anlehnung an den wohlhabenden Kautschuk-Baron Carlos Fermín Fitzcarrald, genannt „Fitzcarraldo“, sowie an das Leben des Kautschuk-Barons Waldemar Scholz. Soweit bekannt, interessierte sich der reale Fitzcarraldo jedoch nicht für die Oper, und ferner hat Enrico Caruso nie in Manaus gesungen. Allerdings transportierte Fitzcarrald sein Schiff ebenfalls über einen Berg, jedoch nicht als Ganzes, sondern in Einzelteile zerlegt. Fitzcarrald schiffte vom Río Ucayali flussaufwärts in den Río Urubamba, dann in den Río Inuya und ließ dort die Schiffsteile über den heute nach ihm benannten Isthmus tragen. Dies erforderte in Wirklichkeit jedoch einen wesentlich längeren Marsch als im Film gezeigt. Er beschäftigte für dieses Unternehmen tatsächlich hunderte Ureinwohner, darunter Machiguenga, Asháninka, Yine und Shipibo-Conibo, wobei die Opferzahl wesentlich höher lag als im Film. Dazu war die Mitarbeit der Ureinwohner in der Realität nicht freiwillig. Herzog beschäftigte beim Dreh Indianer der ethnischen Gruppen der Asháninka und Ashéninka, Machiguenga und einigen wenigen Yaminahua und Yin, die in ihrer tatsächlichen Kleidung spielten und ihre originäre Sprache sprachen.
Durch die freie Interpretation der Geschichte und die Wahl nicht originalgetreuer Drehorte entstanden einige geografische Ungenauigkeiten: In Wirklichkeit mündet der Río Pachitea in den Río Ucayali und dieser bildet südlich von Iquitos zusammen mit dem Marañón den Amazonas. Pachitea und Ucayali sind sich, außer bei deren Zusammenfluss, niemals näher als etwa 50 Kilometer, getrennt durch die 700 bis 1500 Meter hohe Gebirgskette Cordillera del Sira. Der als Drehort gewählte Berg befindet sich auf 11° 44′ 20,2″ S, 72° 56′ 10,2″ W, 900 Kilometer südlich von Iquitos bzw. 400 Kilometer südöstlich von Pucallpa. Durch den Drehort stimmt auch die Fließrichtung des Río Ucayali nicht. Auf einer Wandkarte sind die beiden Flüsse Río Pachitea und Río Ucayali zu sehen, die in gleicher Himmelsrichtung in den Amazonas fließen. Demnach müsste das Schiff, nachdem es über den Berg gezogen wurde, nach links flussabwärts treiben. Im Gegensatz dazu ist in der Szene, in der das Schiff wieder ins Wasser gleitet, zu sehen, dass der Ucayali vom Berg aus gesehen nach rechts fließt. Dies hat damit zu tun, dass das Schiff im Film tatsächlich von Osten nach Westen über den Berg gezogen wurde, entgegen der Absicht, wie sie Kinski im Film erklärt (von Westen nach Osten). In Wirklichkeit wird das Schiff vom Rio Camisea hinüber zum Rio Urubamba gezogen. Die beiden Flüsse trennen an der Stelle nur etwa 700 Meter Luftlinie.

### Dokumentation
Der Dokumentarfilm Die Last der Träume von Les Blank schildert die Dreharbeiten in Peru. Archivaufnahmen von Robards und Jagger sind auch in Werner Herzogs Dokumentation Mein liebster Feind von 1999 zu sehen. In diesem Film über die Zusammenarbeit und die Freundschaft mit Klaus Kinski spricht Werner Herzog unter anderem mit Claudia Cardinale und dem Fotografen Beat Presser über Fitzcarraldo und sagt dabei, dass die zentrale Szene des über den Berg gezogenen Schiffs eine wichtige Metapher sei – er wisse nur nicht, wofür. Auch in den erwähnten Aufzeichnungen stellt Herzog dieses Bild an den Anfang, als eine „Vision“, die sich in ihm „festgekrallt“ habe. Der Filmwissenschaftler Thomas Koebner deutet sie als Verbildlichung der Krise des deutschen Films, der sich in den beginnenden 1980er Jahren in einer schwerfälligen Phase, wenn nicht gar in einem Stillstand befand.

### Das Schiff
Das Fitzcarraldo-Schiff Molly Aida war 40 Meter lang und 160 Tonnen schwer, ein exakter Nachbau eines Flussdampfers der Jahrhundertwende. Werner Herzog hatte es 1981 mit einem Kugelschreiber auf einem Blatt Papier skizziert. Die Schiffszeichnung sowie eine Storyboard-Zeichnung des Malers und Filmausstatters Henning von Gierke (wie das Schiff aus einem Quellfluss des Amazonas zu einem anderen mit einer Zugvorrichtung über den Berg gezogen werden sollte, im Film umgesetzt), das 4 Meter lange Schiffsmodell der Molly Aida und viele weitere Requisiten seiner Sammlung schenkte Herzog dem Deutsche Kinemathek – Museum für Film und Fernsehen. Das gebaute Schiff liegt seit Jahren abgewrackt, rostend und von Pflanzen überwuchert in der peruanischen Region Madre de Dios im Urwald.

## Synchronisation/Soundtrack
Fitzcarraldo wurde von einem deutschen Filmteam gedreht, die Besetzung jedoch war international und viele der Darsteller beherrschten kein Deutsch. Daher mussten alle Szenen vor der Kinopremiere entsprechend auf Deutsch nachsynchronisiert werden.
| Rolle                                     | Darsteller                    | Dt. Synchronstimme  |
| ----------------------------------------- | ----------------------------- | ------------------- |
| Brian Sweeney Fitzgerald (‚Fitzcarraldo‘) | Klaus Kinski                  | Klaus Kinski        |
| Molly                                     | Claudia Cardinale             | Rose-Marie Kirstein |
| Cholo                                     | Miguel Ángel Fuentes          | Wolf Goldan         |
| Kapitän Orinoco Paul                      | Paul Hittscher                | Bruce Low           |
| Huerequeque, der Koch                     | Huerequeque Enrique Bohorquez | Wolfgang Hess       |
| Plantagenbesitzer Don Aquilino            | José Lewgoy                   | Donald Arthur       |
| Kautschuk-Baron                           | Roy Polonah                   | Wolfgang Büttner    |
| Opern-Intendant                           | Peter Berling                 | Peter Berling       |

Der Soundtrack des Films besteht zu großen Teilen aus Originalaufnahmen Enrico Carusos. Bei ihrer Überspielung wurde allerdings nicht beachtet, dass die Abspielgeschwindigkeit der frühen Grammophonplatten noch nicht vereinheitlicht war. Durch die (zu schnelle) Wiedergabe mit exakt 78/min klingen daher einige Aufnahmen im Film entstellt.

## Rezeption

### Kritiken
- Lexikon des internationalen Films: „Die filmische Realisation dieser Abenteuergeschichte gewinnt Reiz und Spannung aus der gewaltigen Kulisse und dem Widerstand einer exotischen Urlandschaft.“[32]

- Christian David schreibt in seinem Buch Kinski. Die Biographie: „In der Schlussszene fährt Fitzcarraldo auf seinem Schiff, eine Oper wird behelfsmäßig aufgeführt, Klaus Kinski raucht eine große Zigarre – und er lacht, ganz entspannt, lacht all das Brütend-Hitzige der Herzog-Kinski-Filme einfach weg. Cardinale steht am Ufer, sieht und lächelt ihm zu, weil auch sie weiß, dass da jemand endlich bei sich selbst angekommen ist. Man fühlt sich an den Falstaff Giuseppe Verdis erinnert, der am Ende, nach all seinen Fehlschlägen und Irrtümern ebenfalls in ein großes Gelächter ausbricht – eine wenngleich verzweifelte Demontage der übertriebenen Ernsthaftigkeit, die ausdrücken möchte: Wir sind noch nicht tot, wir lachen noch! Und die Weisheit des Verdischen Falstaff ist auch jene von Herzog-Kinskis Fitzcarraldo, für Gehetzt-Verbissenes ist kein Platz mehr, und so wird dieser Film die Krönung der gemeinsamen Arbeit, das Lachen Fitzcarraldos konterkariert gleichsam das Bisherige, alle Ausbrüche, Verfluchungen, das Lachen ist auch eines über sich selbst. Hinter diesen Moment kann man nicht mehr zurückgehen. Fast scheint es, als habe Fitzcarraldo in einem kathartischen Akt Kinski und Herzog erlöst, der Film war ein Bruch im Schaffen von Regisseur und Hauptdarsteller gleichermaßen, er verlangte einen Neubeginn. Dies war einer der Gründe, weshalb Cobra Verde, der letzte Herzog-Kinski-Film, scheitern würde.“[33]

- Die Deutsche Welle sagt in ihrer Filmkritik: „Fitzcarraldo ist wuchtiges Kino, das an die Grenzen geht. Besessenheit, der Wille, im wahrsten Sinne des Wortes Berge zu versetzen, der Zwang, eine Vision in die Tat umzusetzen – darum geht es in diesem ebenso epischen wie drastischen Abenteuer-Drama.“[34]

- Der Filmkritiker Brad Prager schreibt: „Unter Aufwendung größter Kosten hat Fitzcarraldo ein Spektakel veranstaltet, ein Event so flüchtig wie die finale Opernaufführung, die nicht einmal eine richtige Bühne hat. Doch dieser Triumph der Unbeständigkeit ist der Nachhall eines Aktes ästhetischen Widerstands. Herzog weist traditionelle Vorstellungen von Kunst zurück; die Elemente seiner Arbeit fallen im Moment ihrer Entstehung schon auseinander. Mit diesem Film wollte Herzog etwas Neues kreieren und, so wie er es heute in Form seiner Grenzen sprengenden Dokumentationen vorführt, die Grenzen des Kinos erforschen.“[35]

### Auszeichnungen
- BAFTA Awards 1983: Nominiert in der Kategorie Bester fremdsprachiger Film
- Deutscher Filmpreis 1982: Filmpreis in Silber in der Kategorie Outstanding Feature Film
- Festival Internacional de Cine de Donostia-San Sebastián 1982: OCIC Award
- Gilde deutscher Filmkunsttheater e. V. 1983: Gilde-Filmpreis in Gold in der Kategorie Deutscher Film
- Golden Globe Award 1983: Nominierung für den Golden Globe in der Kategorie Bester ausländischer Film
- Internationale Filmfestspiele von Cannes 1982: Preis in der Kategorie Bester Regisseur und Nominierung für die Goldene Palme